# جوني موريسي
جوني موريسي (بالإنجليزية: Johnny Morrissey)‏ (18 أبريل 1940 في المملكة المتحدة - ) هو لاعب كرة قدم بريطاني في مركز جناح ‏. لعب مع أولدهام أثلتيك ونادي إيفرتون ونادي ليفربول.

## وصلات خارجية
- جوني موريسي على موقع قاعدة بيانات كرة القدم.إي يو (الإنجليزية)